# Komorský frank
Komorský frank (arabsky فرنك قمري, francouzsky franc comorien) je měnovou jednotkou afrického ostrovního státu Komory. Název „frank“ má komorská měna společný s měnami několika dalších států, které bývaly francouzskými nebo belgickými koloniemi. ISO 4217 kód franku je KMF. Jedna setina franku se nazývá centime, v oběhu se však žádné mince v centimových hodnotách nevyskytují.
Komory bývaly v minulosti francouzskou kolonií a monetární politika Komorských ostrovů byla řízena z Paříže, zdejší měna byla navázána na francouzský frank. Po zavedení eura ve Francii je komorský frank pevně navázán na euro v poměru 1 EUR = 491,96775 KMF.

## Mince a bankovky
Mince komorského franku mají hodnoty 1, 2, 5, 10, 25, 50, 100 franků. V běžném oběhu se vyskytují ovšem jen mince vyšších hodnot. Drobné mince se pro svoji nízkou kupní hodnotu téměř vůbec nepoužívají, přesto zůstávají zákonným platidlem. 
Nejnovější série bankovek pochází z roku 2005. Tyto bankovky mají nominální hodnoty 500, 1000, 2000, 5000, 10000 franků. 